# Saint-Pierre-du-Lorouër
Saint-Pierre-du-Lorouër é uma comuna francesa na região administrativa do País do Loire, no departamento de Sarthe. Estende-se por uma área de 16.55 km². Em 2010 a comuna tinha 384 habitantes (densidade: 23,2 hab./km²).